# وابستگی به خودرو

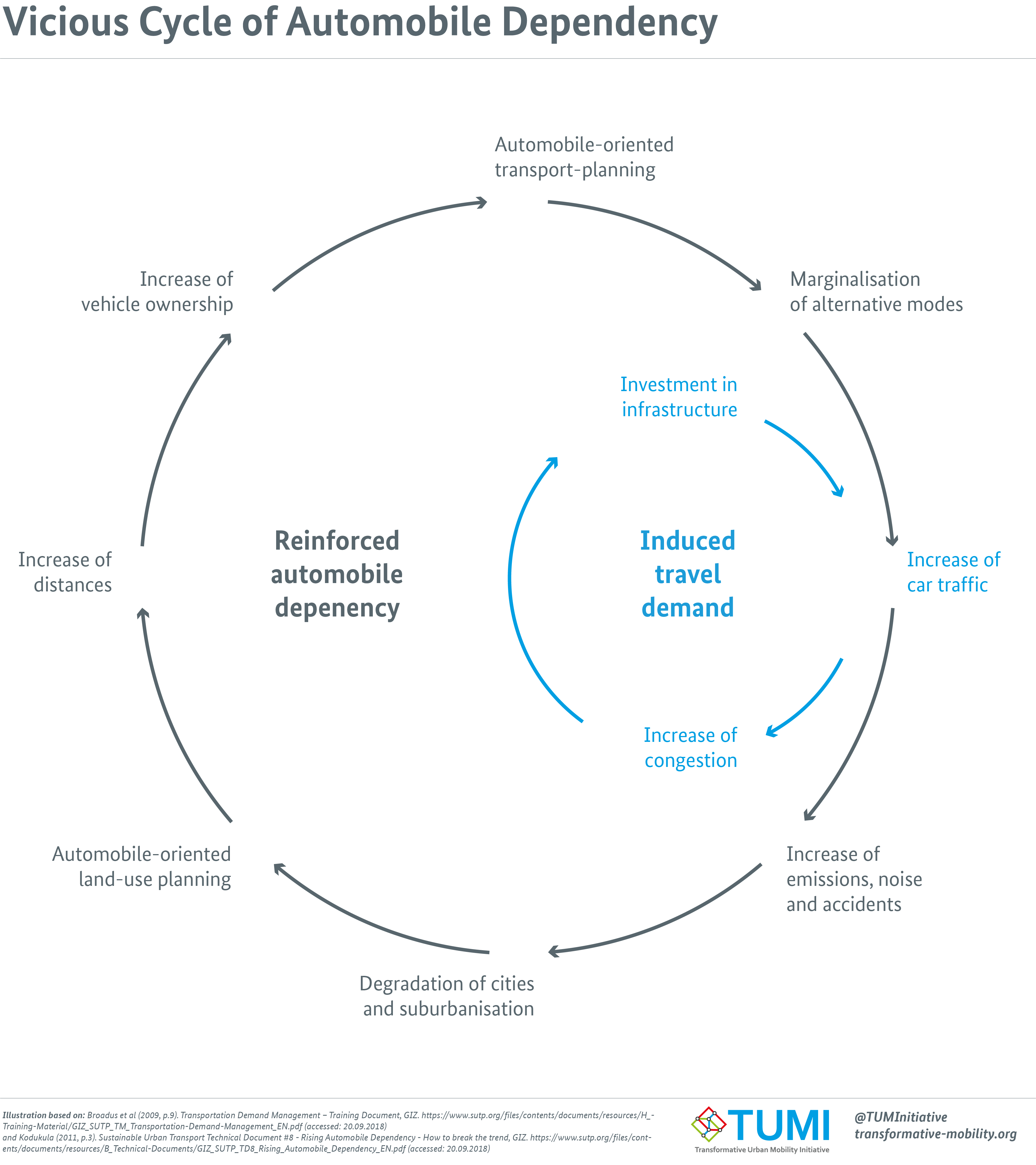
چرخه معیوب وابستگی به خودرو

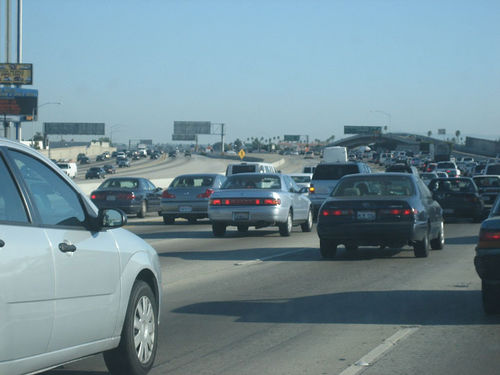
ترافیک در لس آنجلس

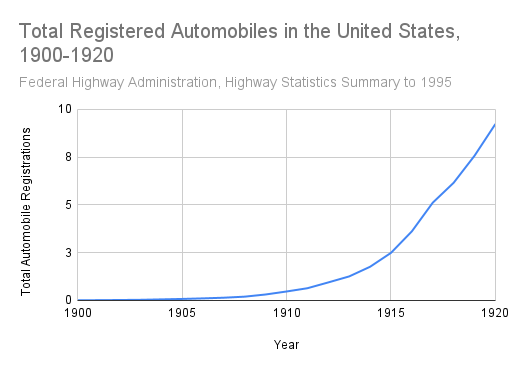
نمودار افزایش استفاده از خودرو در اوایل دهه ۱۹۰۰ میلادی

وابستگی به خودرو مفهومی است که در آن برخی از طرح‌بندی‌های شهری باعث می‌شوند خودروها نسبت به شکل‌های جایگزین حمل‌ونقل مانند دوچرخه، حمل‌ونقل عمومی و پیاده‌روی ترجیح داده شوند.

## بررسی کلی
در بسیاری از شهرهای مدرن (خصوصاً در ایالات متحده)، استفاده از خودروها برای جابجایی آسان‌تر از دیگر انواع حمل و نقل و گاهی ضروری و تنها روش رفت آمد هستند. وقتی صحبت از استفاده از خودرو به میان می‌آید، یک اثر مارپیچی وجود دارد که ازدحام ترافیک باعث ایجاد «تقاضا» برای جاده‌های بیشتر و بزرگ‌تر و حذف «موانع» برای جریان ترافیک می‌شود. به عنوان مثال، عابران پیاده، گذرگاه‌های علامت دار، چراغ‌های راهنمایی، دوچرخه سواران، و اشکال مختلف حمل و نقل عمومی در خیابان، مانند تراموا نمونه ای از این «موانع» هستند.
این اقدامات حذفی باعث می‌شود استفاده از خودرو لذت بخش تر و سودمندتر از سایر روش‌های حمل و نقل باشد، بنابراین حجم ترافیک بیشتری ایجاد می‌شود. علاوه بر این، طراحی شهری شهرها با نیازهای خودروها از نظر حرکت و فضا سازگار می‌شود. ساختمان‌ها با پارکینگ جایگزین می‌شوند. خیابان‌های خرید در فضای باز جای خود را به مراکز خرید سرپوشیده داده‌اند. بانک‌ها و فروشگاه‌های فست‌فود با نسخه‌های ماشین رو جایگزین شده‌اند که برای عابران پیاده مناسب نیستند. مراکز شهر با ترکیبی از عملکردهای تجاری، خرده‌فروشی و سرگرمی با پارک‌های تجاری تک‌کارکردی، قرفه‌های خرده‌فروشی و مجتمع‌های تفریحی «مولتی پلکس» جایگزین می‌شوند که هر کدام با پارکینگ‌های بزرگ احاطه شده‌اند.
این نوع محیط‌ها برای دسترسی به خودروها نیاز دارند، بنابراین ترافیک بیشتری را در فضای جاده بزرگ‌تر شده برای خودروها را شاهد هستیم. این منجر به ازدحام می‌شود و چرخه بالا ادامه می‌یابد. جاده‌ها بزرگ‌تر می‌شوند و زمین‌های بیشتری را مصرف می‌کنند که قبلاً برای مسکن، تولید و سایر اهداف مفید اجتماعی و اقتصادی استفاده می‌شد. حمل و نقل عمومی کمتر قابل استفاده می‌شود و از نظر اجتماعی انگ می‌شود و در نهایت به شکل اقلیتی از نوع حمل و نقل تبدیل می‌شود. انتخاب‌ها و آزادی‌های مردم برای زندگی کاربردی بدون استفاده از خودرو بسیار کاهش می‌یابد. چنین شهرهایی وابسته به خودرو هستند.
وابستگی به خودرو در درجه اول به عنوان یک موضوع پایداری زیست‌محیطی به دلیل مصرف منابع تجدیدناپذیر و تولید گازهای گلخانه ای مسئول گرمایش جهانی دیده می‌شود. همچنین این یک مشکل در پایداری اجتماعی و فرهنگی است. خودروهای خصوصی مانند جوامع و شهرک‌های دیوار کشیده شده و نگهبان و دردار، جدایی فیزیکی بین افراد ایجاد می‌کنند و فرصت‌های برخوردهای اجتماعی بدون ساختار را کاهش می‌دهند که جنبه مهمی از تشکیل و نگهداری سرمایه اجتماعی در محیط‌های شهری است.

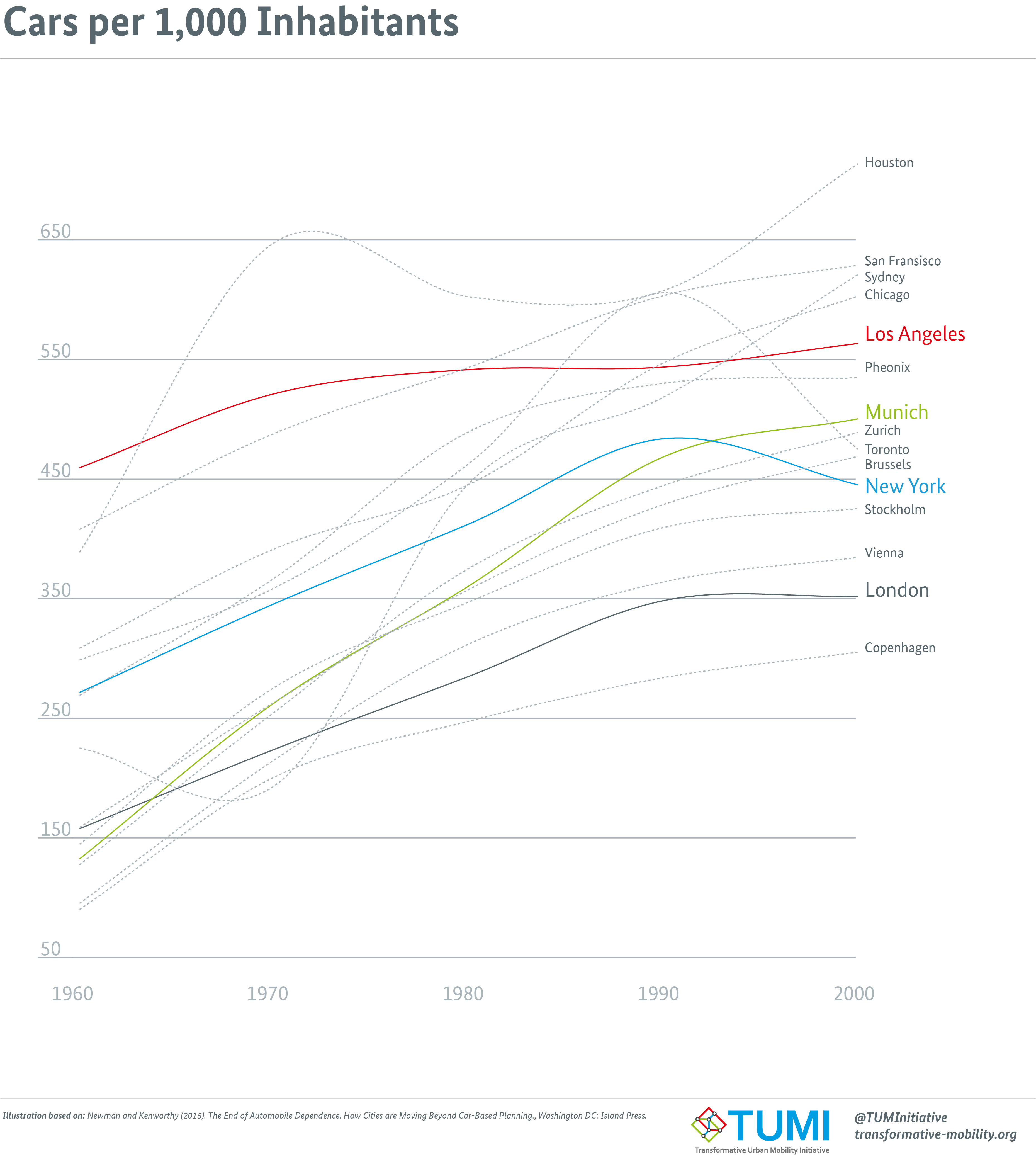
میزان تعداد خودرو به ازای هر ۱۰۰۰ نفر

## عوارض جانبی منفی خودروها

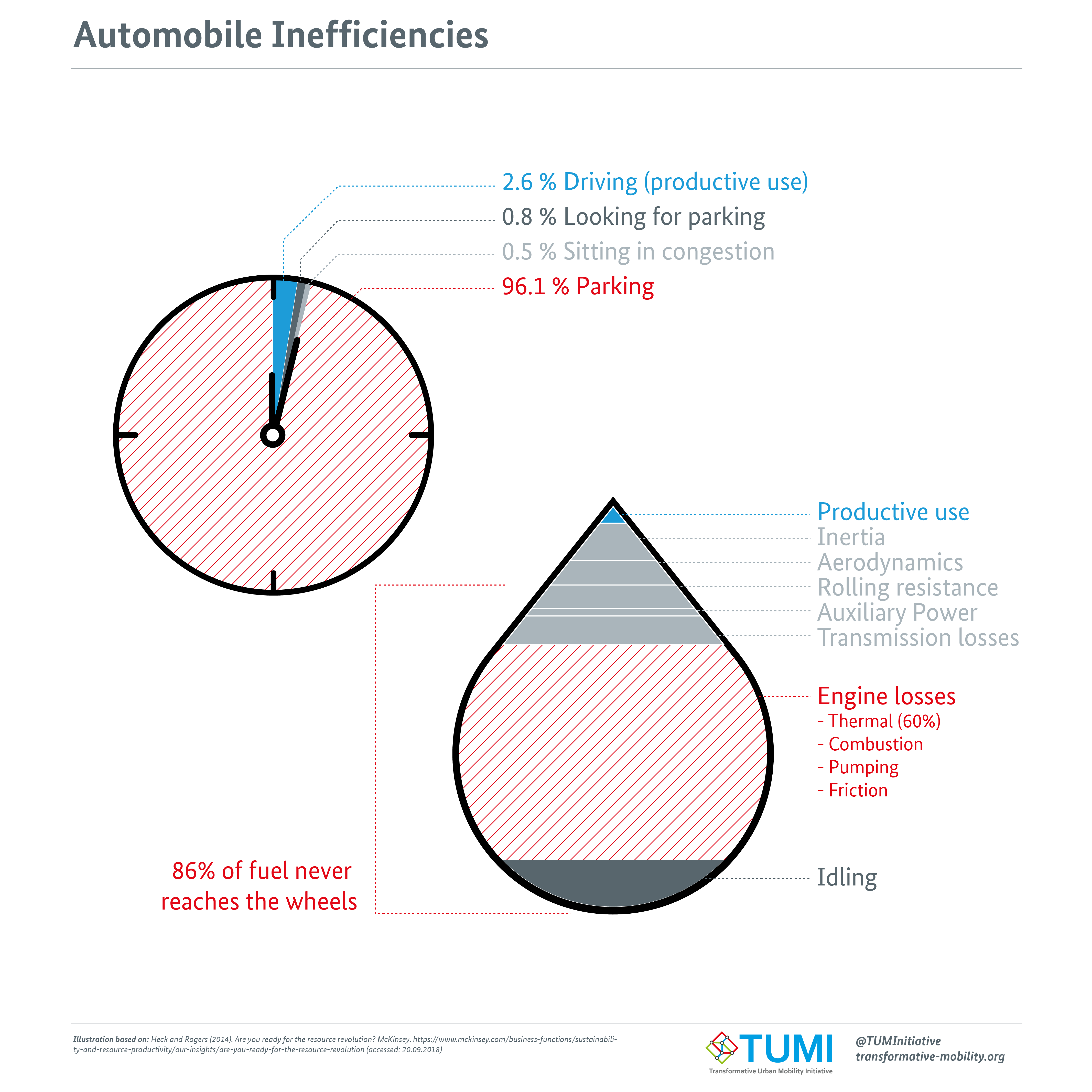
ناکارآمدی‌های خودرو

بر اساس کتاب راهنمای برآورد هزینه‌های خارجی در بخش حمل و نقل که توسط دانشگاه فناوری دلفت تهیه شده و مرجع اصلی اتحادیه اروپا برای ارزیابی اثرات خارجی خودروها است، هزینه‌های خارجی اصلی رانندگی خودرو عبارتند از:
- هزینه‌های تراکم و کمبود،
- هزینه‌های برخورد و تصادف رانندگی،
- هزینه‌های آلودگی هوا،
- هزینه‌های آلودگی صوتی،
- هزینه‌های تغییرات آب و هوایی،
- هزینه برای طبیعت و چشم‌انداز شهری-محیطی

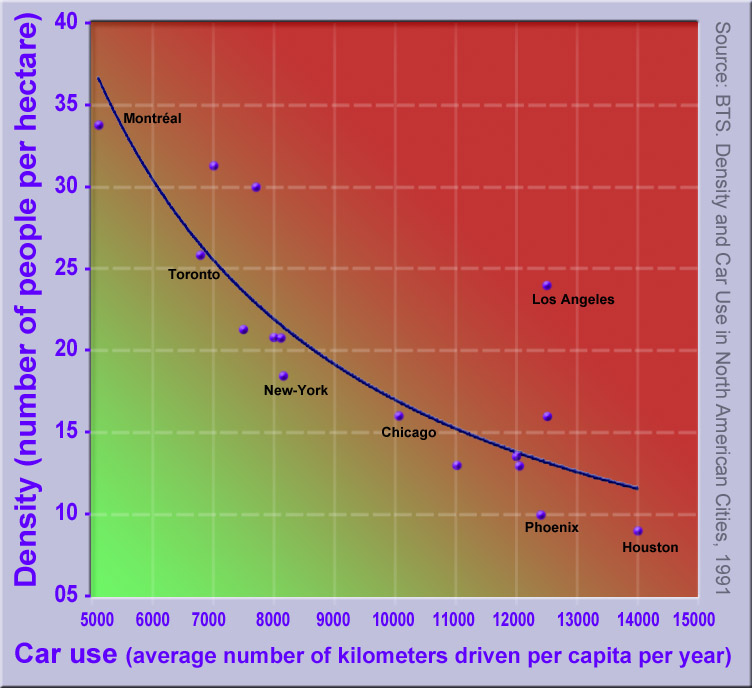
نموداری که همبستگی معکوس بین تراکم شهری و استفاده از خودرو را برای شهرهای منتخب آمریکای شمالی را نشان می‌دهد

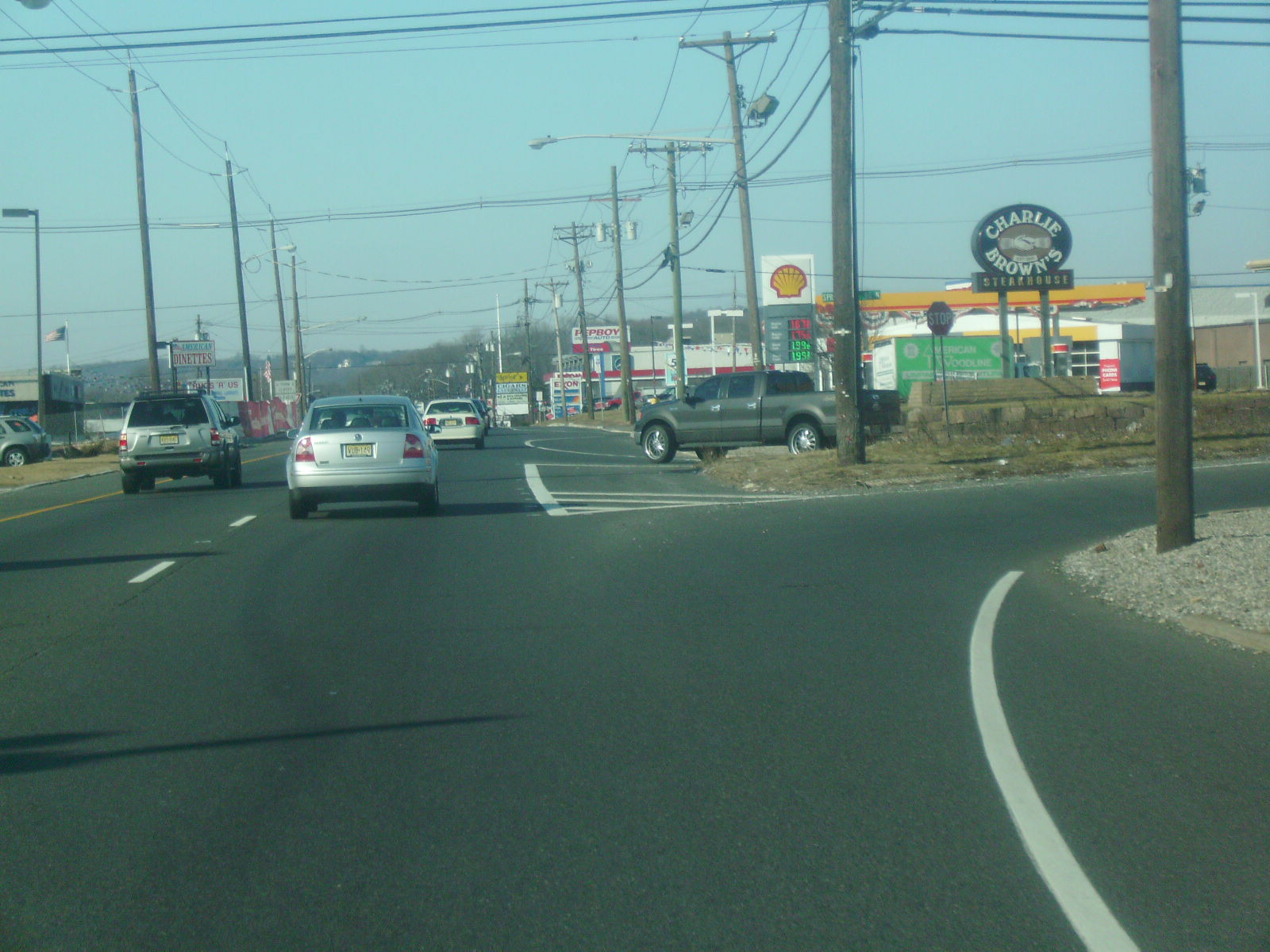
وابستگی به خودرو در جاده‌های عریض و با سرعت بالا و دارای ویژگی‌های ساختمان‌های تجاری با فاصله زیاد وجود دارد. US 22 در اسپرینگفیلد، نیوجرسی.

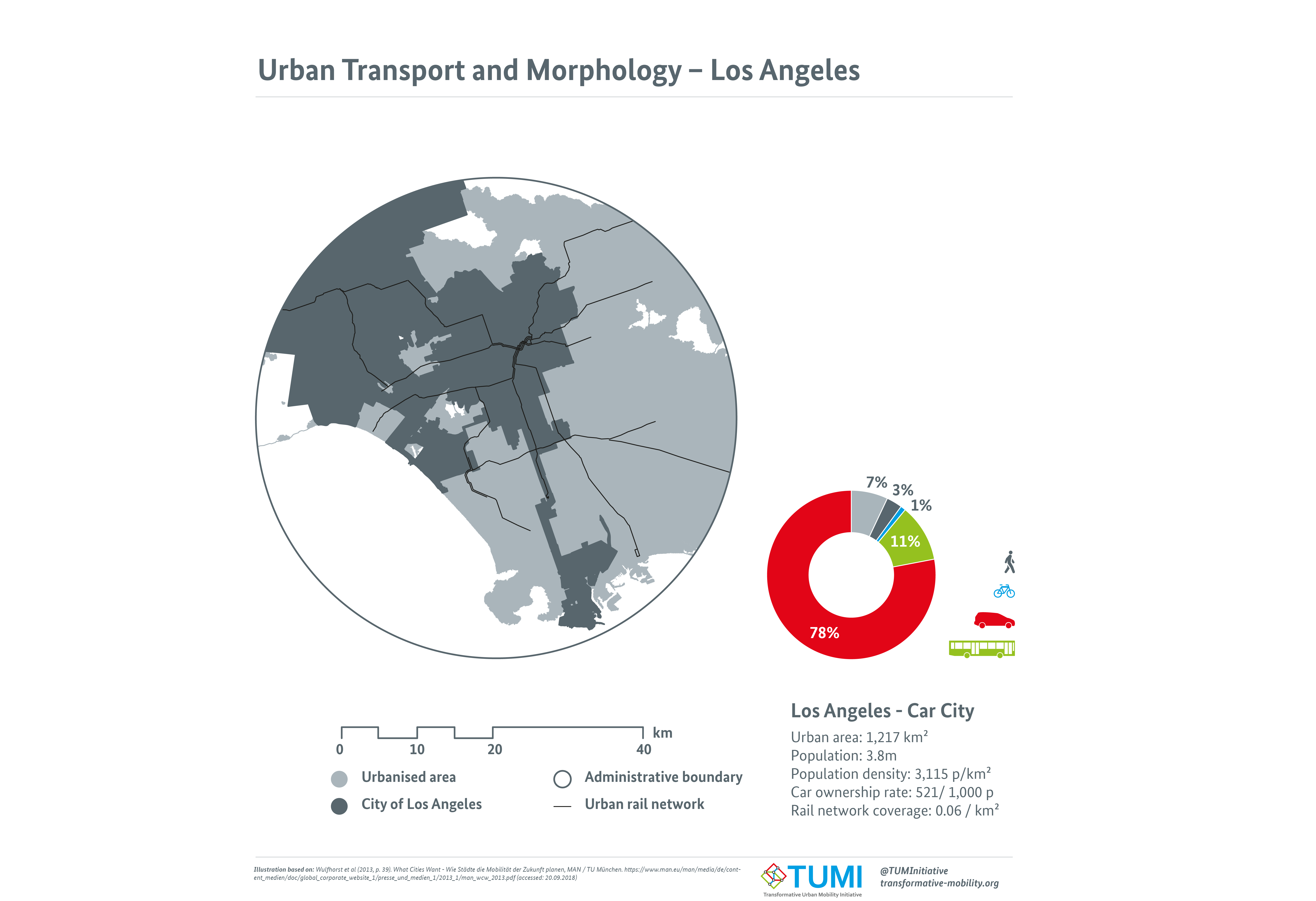
حمل و نقل شهری و مورفولوژی آن در لس آنجلس

- هزینه‌های آلودگی آب
- هزینه‌های آلودگی خاک
- و هزینه‌های وابستگی به انرژی.